# Lance Individual
"Lance Individual" é uma canção da dupla sertaneja brasileira Jorge & Mateus, lançada em 13 de novembro de 2020 como single do álbum Tudo Em Paz em todas as plataformas digitais de áudio e vídeo. Composta pelo quarteto Diego Silveira, Larissa Ferreira, Junior Pepato e Rafael Borges e produzida por Neto Schaefer, o videoclipe e áudio da canção foram gravados em 29 de setembro de 2020 em Pirenópolis, município localizado no interior do estado de Goiás. A direção do vídeo foi feita por Catatau e a empresa audiovisual Unic Film Produções.
"Lance Individual" obteve considerável sucesso comercial após seu lançamento, figurando por sete meses entre as 50 canções mais executadas nas plataformas de streaming e 49 semanas consecutivas entre as 100 mais executadas nas rádios brasileiras, alcançando a décima quarta posição em seu pico, além de compor a lista Global Excl. U.S. da Billboard. Em 2021, recebeu uma certificação dupla de diamante pela Pro-Música Brasil.

## Gravação e lançamento
A canção foi gravada em 29 de setembro de 2020 no município de Pirenópolis, localizado no interior de Goiás, junto com as demais do álbum Tudo Em Paz. O local escolhido foi o Casarão Serra do Ouro, uma mansão colonial conhecida pela realização de casamentos. O videoclipe oficial foi gravado sob um pé de pequi, tombado como patrimônio histórico do município por sua longevidade (mais de duzentos anos de existência), além de ser um local onde se proporciona uma vista panorâmica de Pirenópolis.
A canção foi anunciada pela primeira vez em 4 de novembro, durante uma transmissão ao vivo compartilhada entre a dupla e realizada no Instagram para aproximadamente 15 mil espectadores simultâneos.

## Conteúdo e composição
A canção, composta pelo quarteto Diego Silveira, Larissa Ferreira, Junior Pepato e Rafael Borges, conta a história de um casal que só consegue funcionar quando está separado. "A gente já tentou de tudo pra ser um casal / Mas já saquei (sic) que o nosso lance é individual / Cê na sua eu "na minha" / Deu saudade, campainha / Eu entro no seu quarto, mas não entro na sua vida…" diz a letra.
Após o lançamento a dupla comentou sobre o conteúdo da canção: "Essa pegada do sertanejo, o ritmo… está dentro do que sempre produzimos. Há uma identificação na letra por várias pessoas, por vários casais. Se são felizes assim, não importa a forma e nem a distância, tá tudo bem".

## Faixa e formatos
"Lance Individual" foi lançado como single em streaming nos serviços Spotify, Deezer, YouTube Music, Tidal, Amazon Music e Napster e para download digital no Apple Music e Google Play Music, contendo somente a faixa, com duração total de dois minutos e quarenta e quatro segundos.
| Streaming e download digital |                    |         |  |
| N.º                          | Título             | Duração |  |
| 1.                           | "Lance Individual" | 2:44    |  |

## Recepção

### Desempenho comercial
Em 15 de novembro de 2020, a dupla Jorge & Mateus participou do programa "Domingão do Faustão", da TV Globo, como atração musical, aproveitando a ocasião para divulgar o lançamento da canção "Lance Individual" em rede nacional. O "Domingão" registrou uma média de 16 pontos na Região Metropolitana de São Paulo, de acordo com o Ibope, o que representa uma média de 1,9 milhão de domicílios.
Uma semana após o lançamento, "Lance Individual" ultrapassou a marca de 5 milhões de visualizações em seu vídeo oficial no YouTube. No Spotify, a canção registrou 2 milhões de streams em sua semana de estreia, ocupando a trigésima terceira posição no ranking nacional, e na Apple Music alcançou a nona posição - sua melhor posição até então. Ao final do mês de lançamento, a canção estava posicionada entre as dez mais executadas das plataformas Spotify e Deezer, além de ter acumulado mais de 11 milhões de visualizações em seu vídeo oficial no YouTube.
Em 31 de dezembro, "Lance Individual" esteve entre as 200 canções mais executadas no mundo na plataforma Spotify, com mais de 5 milhões de streams.

### Desempenho nas paradas
| Tabela musical                          | Melhor posição |
| --------------------------------------- | -------------- |
| Billboard (Billboard Global Excl. U.S.) | 176            |
| Spotify (Top 200 Global)                | 197            |
| Crowley (Top 100 Brasil)                | 14             |
| Pro-Música Brasil (Top 50 Streaming)    | 5              |
| Spotify (Top Brazil)                    | 4              |
| Apple Music (Top Brazilian Songs)       | 9              |

### Certificações
| País (Provedor)                                              | Certificação | Unidades/vendas certificadas |
| ------------------------------------------------------------ | ------------ | ---------------------------- |
| Brasil (Pro-Música Brasil)                                   | 2× Diamante  | ±600 000                     |
| Dados de vendas + streaming baseados apenas na certificação. |              |                              |